# Das Boot (Fernsehserie)
Das Boot ist eine deutsche Fernsehserie, die nach den Drehbüchern von Tony Saint und Johannes W. Betz unter der Regie von Andreas Prochaska mit Vicky Krieps, Tom Wlaschiha, Thierry Frémont, Rick Okon und August Wittgenstein in den Hauptrollen inszeniert wurde. Als Vorlage dienten Lothar-Günther Buchheims Romane Das Boot und Die Festung sowie Wolfgang Petersens gleichnamiger Kinofilm von 1981.
Produziert wurde die Serie von der Bavaria Fernsehproduktion, Sky Deutschland und Sonar Entertainment. Sie wurde ab dem 23. November 2018 in Doppelfolgen auf Sky 1 ausgestrahlt; am selben Tag wurde auf den Video-on-Demand-Plattformen von Sky Deutschland die erste Staffel komplett veröffentlicht.
Nach der vierten Staffel wurde die Serie im Jahr 2023 trotz sehr guter Einschaltquoten abgesetzt. Grund dafür ist, dass Sky bekannt gab, vorerst keine Eigenproduktionen mehr umsetzen zu wollen. Seitdem liegen alle Eigenproduktionen von Sky auf Eis.

## Handlung
Die Serie setzt ein Jahr nach den Ereignissen in Wolfgang Petersens Film Das Boot im Herbst des Jahres 1942 ein und erzählt die Geschichte einer jungen U-Boot-Besatzung, die an Bord von U 612 auf eine Mission in feindliche Gewässer geschickt wird. Auch das Aufkeimen von Widerstand in der französischen Hafenstadt La Rochelle wird thematisiert.

### Staffel 1
Die 3. U-Flottille in La Rochelle steht kurz vor neuen Kampfeinsätzen. Die U 113 unter dem erfahrenen Kommandanten Wrangel wird versenkt, Wrangel geht über Bord. Unterdessen wird dem gerade zum Kapitänleutnant beförderten Klaus Hoffmann das neue Boot U 612 unterstellt. Der verletzte Funkmaat wird durch Frank Strasser ersetzt. Strassers Schwester Simone, die als Übersetzerin aus dem Elsass nach La Rochelle versetzt wird, sieht ihren Bruder zum letzten Mal, als sie ihm Ersatzteile bringt. Während sich die Mannschaft im Bordell vergnügt, setzt Hoffmann bei der standrechtlichen Erschießung eines Untergebenen wegen Feigheit vor dem Feind selbst den Gnadenschuss.
Bei der Jungfernfahrt von U 612 im Atlantik kommt es zu Spannungen: Die Besatzung will statt des zurückhaltenden Hoffmann den energischen Ersten Wachoffizier (1WO) Karl Tennstedt als Kommandanten, da er als kampferfahren gilt und bereits mit dem Ritterkreuz ausgezeichnet wurde. Hoffmann gilt zwar als fachlich hochqualifiziert, aber es herrscht das Vorurteil, dass er seine Position nur seinem Vater zu verdanken habe. Hoffmann ordnet unzählige Drillübungen an, denn er will, dass die Mannschaft auf alle möglichen Gefechtssituationen vorbereitet ist.
Simone Strasser gerät in einen Loyalitätskonflikt zwischen Kriminalrat Hagen Forster von der Gestapo und einer Zelle der Résistance um Carla Monroe, die in Verbindung mit ihrem Bruder steht. Simone trifft in La Rochelle Jacqueline, eine Kontaktperson zur Zelle. Als sie von der Gestapo entdeckt werden, kann Simone fliehen. Jacqueline wird festgenommen, verhört und gefoltert. Während eines Luftangriffs schleicht Simone ins Gefängnis zu Jacqueline, um sie mit einer Überdosis Schmerzmittel zu töten und ihr so weitere Folter zu ersparen.
Eine U-Boot-Besatzung vergewaltigt die junge französische Barfrau Natalie im Siegesrausch. Sie stirbt wenig später an den Folgen. Da die Täter zur Besatzung des Kriegshelden Schulz gehören, wird das Verbrechen nicht geahndet. Da Natalie Frank Strassers Geliebte war, sorgt Simone dafür, dass sich um das gemeinsame kleine Kind gekümmert wird. Kurz zuvor hatte sie Natalie mithilfe von gefälschten Pässen in Sicherheit bringen wollen.
Die Résistance verübt während einer Parade einen Bombenanschlag auf das U-Boot von Schulz, bei dem Simone leicht verletzt wird. Als Vergeltungsmaßnahme soll der Bürgermeister eine Liste von einhundert Personen erstellen, die dafür erschossen werden sollen. Das wird rechtzeitig verhindert, um die Fronten zwischen Résistance, Kollaboration und Besatzungsmacht nicht noch weiter zu verhärten und da man sonst einen Aufstand der französischen Werftarbeiter befürchtet.
U 612 wird einer U-Bootgruppe für einen Rudelangriff auf einen US-amerikanischen Geleitzug zugeteilt. Kurz vor dem Angriff empfängt Funkmaat Strasser den Befehl zum sofortigen Abbruch. Damit sind zwei andere deutsche U-Boote mehreren US-Zerstörern schutzlos ausgeliefert – sie werden versenkt. Tennstedt legt Hoffmanns Entscheidung als Feigheit vor dem Feind aus.
Ohne Wissen der Mannschaft soll der US-Amerikaner Greenwood gegen einen deutschen Kriegsgefangenen ausgetauscht werden. Vor dem Austausch eskalieren die Konflikte auf U 612: Die Besatzung hält Greenwood für einen Juden und begegnet ihm mit Ablehnung, doch der Kommandant lässt ihn gegen den Widerstand des 1 WO an den Mahlzeiten in der Offiziersmesse teilnehmen. Der Kommandant macht Greenwood klar, dass er nicht außerhalb des Krieges steht. Die Mannschaft regelt ihre Spannungen untereinander per Faustrecht. Beim Hantieren mit einem Torpedo während eines Angriffs kommt es zu einem Unfall, bei dem ein Matrose schwer verletzt wird.
Der Kapitän des US-Schiffs, auf dem der Austausch stattfindet, übernimmt auch den schwerverletzten Deutschen als Kriegsgefangenen. Greenwood wird von seinem Vater empfangen, der als US-Großindustrieller die Aufrüstung der deutschen Wehrmacht schon in den 1930er Jahren mitfinanziert hat. Er sagt den Offizieren, dass es bei Kriegen nicht um Patriotismus oder Ideologien, sondern ausschließlich ums Geschäft gehe. Der gegen Greenwood ausgetauschte Deutsche ist Ulrich Wrangel, Kommandant und einziger Überlebender von U 113. An Bord von U 612 führt er gemeinsam mit Tennstedt eine Meuterei an und reißt das Kommando an sich. Hoffmann und der loyale Matrose Max von Haber werden in einem Schlauchboot ausgesetzt.
Wrangel befiehlt einen Kurswechsel auf die bekannten Geleitzugrouten. Der Großteil der Mannschaft ist begeistert. Nach dem draufgängerischen Einzelangriff auf ein großes Frachtschiff bei Tageslicht wird das abtauchende deutsche U-Boot vom Gegner bemerkt und von Wasserbomben schwer beschädigt. Wrangel, der glaubt, nun den Heldentod zu sterben, zieht sich in seine Koje zurück und überlässt die Mannschaft ihrem Schicksal. Auch Tennstedt ist unfähig, das Kommando zu übernehmen. U 612 läuft auf eine Sandbank. Der Antrieb ist ausgefallen, und es stellt sich heraus, dass auch die Batterien beschädigt wurden, die für den Betrieb unerlässlich sind. Beim ersten Reparaturversuch explodiert eine Zelle und es treten giftige Gase aus. Tennstedt übernimmt den lebensgefährlichen zweiten Reparaturversuch freiwillig und stirbt, doch das Boot kann dank ihm wieder auftauchen.
U 612 hat kaum noch Treibstoff und läuft auf der Geleitzugroute Gefahr, von feindlichen Zerstörern versenkt zu werden. Wrangel befiehlt die Suche nach dem Ursprung aufgefangener SOS-Signale. Sie entdecken ein vermeintliches Geisterschiff, das sie entern, um Treibstoff zu holen. Unter Deck befindet sich die Besatzung. Wrangel vereinbart technische Hilfe gegen Treibstoff. Einige U-Bootmänner erkunden zunächst unbemerkt das Schiff, von denen einer ein gefesseltes Mädchen entdeckt und es vergewaltigt. Unterdessen wird klar, dass die Besatzung des Frachters bewaffnet ist. Bei mehreren Schießereien werden ein Deutscher und die Besatzung des Frachters getötet. In einem Frachtraum liegen dutzende Hungertote. Nur noch ein jüdisches Ehepaar ist am Leben, das für eine Flucht nach Kanada bezahlt hatte. Die getötete Besatzung waren Schlepper. Der Ehemann bittet Strasser angesichts der ausweglosen Situation, ihn und seine Frau zu erschießen. Strasser überlässt ihnen eine geladene Pistole. Nachdem der Treibstoff des Frachters umgepumpt ist, wird das Schiff versenkt.
Während Simone sich zum Schein mit Kriminalrat Forster einlässt, geht sie eine Liebesbeziehung zu Carla Monroe ein und arbeitet für die Résistance. Forster enttarnt Monroe und den Attentäter auf den U-Boot-Bunker in La Pallice, der getötet wird. Simone erfährt, dass U 612 als vermisst gilt. Die Résistance setzt ihre Ziele mit Gewalt durch: Sie entführt Flottillenchef Gluck und nimmt in Kauf, dass im Gegenzug einhundert Einwohner von La Rochelle hingerichtet werden sollen.
An Bord von U 612 fälscht unterdessen der Smut auf Anweisung Wrangels das Kriegstagebuch des Boots. Er schreibt, dass Hoffmann bei einem Gefecht umgekommen sei und Wrangel legitim das Kommando übernommen habe. Die Besatzung wird auf diese Geschichte eingeschworen. Ein Mechaniker, der andeutet, von den Erlebnissen erzählen zu wollen, wird von seinen Kameraden im Schlaf erstickt.
Simone verrät das Versteck von Monroes Zelle an die Gestapo, da sie nicht ertragen kann, dass nun Unschuldige für die Aktionen büßen sollen. Forster hebt die Zelle aus, die Gluck als Geisel gefangen hält. Obwohl der Flottillenchef unverletzt befreit werden kann und Monroe und alle Widerstandskämpfer bei dem Feuergefecht umkommen, lässt Forster fünf Geiseln hinrichten. Er hatte schon länger vermutet, dass Simone ein doppeltes Spiel trieb und fordert sie auf, sich zu entscheiden. Sie gesteht ihm, dass sie Carla mehr geliebt hat als ihn. Als er sie wütend vergewaltigt, befreit sich Simone und verletzt Forster schwer. Weil er zu verbluten droht, bindet sie ihm das Bein mit einem Gürtel ab und flieht.
In La Rochelle legen Wrangel und die zwei überlebenden Offiziere, LI Ehrenberg und der 2WO Schiller dem soeben befreiten Gluck das gefälschte Kriegstagebuch vor, das er akzeptiert. Großadmiral Karl Dönitz lässt sie für ihren Beitrag in der Schlacht auf dem Atlantik zu Kriegshelden erklären. Simone begegnet ihrem totgeglaubten Bruder wieder. Zeitgleich ist ihre Mitbewohnerin Margot Bostal, die als eine der hundert Unschuldigen hingerichtet werden sollte, mit Frank Strassers Kind auf der Flucht nach Marseille.
Im Büro Samuel Greenwoods taucht unversehens Kapitänleutnant Hoffmann auf.

### Staffel 2
Nach der Rückkehr erhält Wrangel dank des gefälschten Berichts das Ritterkreuz. Frank Strasser bekommt von seiner Schwester einen gefälschten Pass. Er desertiert und versucht erfolglos, nach Spanien zu seiner kleinen Tochter zu gehen. Einem Standgericht entgeht er, weil er der einzige ist, der für die neue Mission des Korvettenkapitäns Johannes von Reinhartz in Frage kommt; Reinhartz soll mit U 822 und einem Sonderbefehl an der US-Ostküste einen Sabotagetrupp absetzen, der einen amerikanischen Marinestützpunkt infiltrieren soll. Von Reinhartz will die Mission dazu nutzen, mitsamt Boot und dem Chiffriergerät Enigma überzulaufen.
Ehrenberg meldet die Meuterei auf U 612 bei Gluck. Wrangel und die gesamte Besatzung werden verhaftet. Die Kriegsmarine erfährt von den Plänen Reinhartz' und Gluck muss Wrangel samt Besatzung zur Bewährung auf Reinhartz ansetzen. Strasser wird in Reinhartz' Pläne eingeweiht, als der Befehlshaber der U-Boote den sofortigen Rückmarsch befiehlt. Strassers Schwester Simone will einer versteckten jüdischen Familie, einem Vater und seinen beiden Kindern, bei der Flucht helfen; Anatole Desjesquier verrät sie jedoch. Das nutzt Forster, um sich an Simone zu rächen: er nennt ihr eine falsche Zeit für die bevorstehende Razzia. Simone warnt die Familie noch, aber Forsters Falle schnappt zu. Simone wird bei einem Feuergefecht mit deutschen Soldaten schwer verletzt. Forster genehmigt zwar Simones Transport in ein Krankenhaus, verweigert dort jedoch dem Notarzt eine Operation und sieht Simone bei ihrem Todeskampf zu.
Samuel Greenwood, bei dem Kapitänleutnant Hoffmann in New York untergetaucht ist, will ein neuartiges Radargerät für Flugzeuge entwickeln. Er braucht Hoffmanns Kenntnisse, um die staatliche Finanzierung zu organisieren. Greenwood und Hoffmann treffen den Anwalt Friedrich Berger, der in New York einen Kreis amerikanischer Nationalsozialisten versammelt. Hoffmann lernt die mit Greenwood liierte afroamerikanische Jazz-Sängerin Cassandra Lloyd kennen, mit der dieser wegen der Rassentrennung nicht offen eine Beziehung führen kann. Auch Hoffmann verliebt sich in die Sängerin, die glaubt, er sei ein Geschäftsmann aus der Schweiz.
Forster beauftragt Polizeichef Duval und Desjesquier, den er wegen erfolgreicher Spitzelei zum Hilfspolizisten ernennt, mit der Fahndung nach der flüchtigen jüdischen Familie. Desjesquier foltert und tötet einen Bauern, um an Informationen zu kommen. Die Familie sucht wegen der sich verschlechternden Gesundheit ihres kleinen Sohnes auf dem Hof des ermordeten Bauern Zuflucht. Margot holt im Dorf einen Arzt. Duval sieht sie und bietet ihr Hilfe an.
Auf U 822 machen Reinhartz und Strasser das Funkgerät unbrauchbar. Wrangel ist mit U 612 auf Abfangkurs. Seine zusammengewürfelte Besatzung ist unerfahren, einer der Dieselmotoren läuft unregelmäßig und Ehrenberg ergibt sich dem Alkohol.
Als U 822 für einen Badetag auftaucht, greifen Flugzeuge an. Mehrere Männer werden getötet. Der Erste Wachoffizier Schiller wehrt mit der Flak noch die Flieger ab, als Strasser sich als letzten Mann auf der Brücke meldet. Das Boot taucht ab und Schiller ertrinkt. Schiller war misstrauisch geworden und Strasser hatte die Gelegenheit genutzt, ihn loszuwerden. Von Reinhartz steuert einen nahegelegenen Versorger an. Gluck erfährt davon und befehligt Wrangel sofort dorthin, um ihn abzufangen. Reinhartz erkennt den Hinterhalt und dreht ab.
In New York bereitet Samuel Greenwoods Vater seinen Wahlkampf als Senator vor. Auf einer Veranstaltung kommt es zum Eklat, als Lloyd sich mit ihrer Hautfarbe von den Greenwoods instrumentalisiert fühlt. Sie sagt Samuel, dass sie nicht mehr an ihm interessiert ist. Zwischen ihr und Hoffmann entwickelt sich eine Romanze.
Nach der fehlgeschlagenen Abfangoperation befiehlt das Flotillenkommando die Versenkung der U 822. Die Mannschaft von U 612 setzt den ausgefallenen Diesel wieder in Gang. Mit knappem Vorsprung läuft U 822 direkt auf eine US-Jagdgruppe aus mehreren Korvetten zu. Sie wird bombardiert, und Wrangel greift die Korvetten an. Seine unerfahrene Mannschaft lädt nicht rechtzeitig nach, sodass die Korvette das Boot angreifen kann.
An Bord von U 822 findet zeitgleich eine Meuterei des Sabotagetrupps von SS-Sturmbannführer Friedel statt, der Reinhartz’ Plan durchschaut hat. Ein Teil der Mannschaft stellt sich auf Friedels Seite. Strasser erscheint bewaffnet mit eingeweihten Besatzungsmitgliedern und beendet die Meuterei. Friedel und die Meuterer werden unter Arrest gestellt.
U 612 hat den Angriff überstanden und macht Jagd auf U 822. Dort meutern Friedels Männer erneut und werden aufgehalten, als Reinhartz einen SS-Soldaten erschießt. Er lässt die Versenkung seines Boots vortäuschen, doch Wrangel zwingt ihn zum Auftauchen. Reinhartz gelingt es, U 612 zu versenken. Wrangel, Ehrenberg und wenige überlebende Besatzungsmitglieder werden aufgenommen. Friedel und die Meuterer überwältigen ihre Bewacher und bewaffnen sich. Wrangel übernimmt mit ihnen das Kommando.
Berger und die amerikanische Nazi-Zelle rekrutieren Hoffmann, um US-Marinestützpunkte zu sabotieren. Im Gegenzug soll Hoffmann per U-Boot nach Deutschland zurückkehren. Berger ist ein deutscher Agent und erhält nun den Befehl, Hoffmann zu töten. Greenwood erfährt von der Affäre zwischen Hoffmann und Lloyd. Er droht, Hoffmann an die US-Behörden zu verraten. Hoffmann bittet Berger, ihn aus der Stadt zu bringen. Der will als Gegenleistung Informationen aus Greenwoods Firma. Nachdem Berger die Unterlagen erhalten hat, will er Hoffmann erschießen, doch der entkommt nach kurzem Kampf verletzt. Er trifft Lloyd und überredet sie, mit ihm an einen Strand nach Maine zu fahren.
Wrangel will nach Reinhartz’ Ergreifung auch den Sonderbefehl ausführen. Strasser wird gezwungen, das Funkgerät zu reparieren. Im Zielgebiet angekommen kann das U-Boot den Strand nicht anlaufen und muss weit vor der US-Küste halten. Die SS-Agenten setzen in einem Schlauchboot zum Strand über. Strasser überredet Ehrenberg, das Boot mit voller Kraft auf die Sandbank zu fahren. Reinhartz und seine Männer können von Bord fliehen. Wrangel erschießt Reinhartz.
Ganz in der Nähe eröffnet Hoffmann der Jazz-Sängerin, dass er deutscher U-Boot-Kommandant ist und am Strand ein U-Boot erwartet, das ihn abholen wird. Sie geht. Die notdürftig versorgte Schussverletzung lässt ihn halluzinieren. Er fällt ins Delirium und verpasst das U-Boot.
Forster erfährt von SS-Standartenführer Eckermann, dass er befördert und in den Osten versetzt wird, um sich dort an der „Endlösung der Judenfrage“ zu beteiligen. Der zweifelt erstmals an seinen nationalsozialistischen Idealen. Trotzdem befolgt er den Befehl, den letzten Transport von Juden aus der Gegend vorzubereiten. Margot besorgt beim Pfarrer gefälschte Taufscheine für die Familie, doch er meldet das an Forster. Der erkennt, dass Duval die Fahndung sabotiert hat und lässt ihn erschießen, die Résistance erkennt, dass der Pfarrer sie verraten hat und rächt sich und die Familie wird per Zug ins KZ deportiert. Ein Befreiungsversuch der Résistance scheitert, denn Forster weiß davon. Er gibt Desjesquier Gelegenheit, sich von Margot am Zug zu verabschieden. Als er im Waggon ist, gibt Forster den Befehl, die Tür zu schließen.
U 822 kann sich von der Sandbank befreien und nimmt Kurs Richtung Osten. Ehrenberg sticht Wrangel unvermittelt ein Messer in den Bauch. An einer Landstraße in Maine versuchen sich die beiden abgesetzten SS-Agenten mit ihren Reisekoffern voller Sprengstoff als Anhalter. Ein Streifenwagen hält an mit zwei Polizisten der State Police, die nach dem Inhalt ihrer Koffer fragen.

### Staffel 3
Während eines Gefechts im Atlantik zwischen einem deutschen U-Boot U 395 und einem britischen Zerstörer werden die Gejagten so schwer durch Wasserbomben beschädigt, dass das Boot gezwungen ist aufzutauchen. Der Kapitän des britischen Zerstörers, Swinburne, entert mit einigen Soldaten das Boot, um die Enigma-Maschine und Codebücher in Beschlag zu nehmen. An Bord des Bootes erschießt er den Kapitänleutnant, der sich ihm ergeben hat, und weitere Besatzungsmitglieder. Die Besatzung von U 395 wird ihrem Schicksal im Wasser treibend überlassen und das U-Boot versenkt. Swinburne lässt in der Zentrale des Bootes einen Zettel fallen, welcher die Verlustmeldung seines Sohnes in der Barentssee mitteilt – der Grund für seine unrechtmäßigen Handlungen gegenüber den Deutschen.
Oberleutnant Ehrenberg wurde als Ausbildungsoffizier nach Kiel versetzt und bildet den neuen Oberleutnant Franz Buchner aus, der wegen seiner Unerfahrenheit große Probleme mit der Befehlsführung hat und von Ehrenberg als nicht führungstauglich angesehen wird. In Düsseldorf versuchen die beiden Straßenjungen Pauli Müller und Harry Weidner, durch Taschendiebstahl ein wenig Geld aufzutreiben. Sie werden jedoch von der Ordnungspolizei festgenommen und von einem Polizisten zum Dienst in der Marine überredet.
Während der Ausbildung der neuen U-Boot Männer trifft sich die Führungsebene des Marineoberkommando der Ostsee mit hohen Militärangehörigen der Kaiserlich Japanischen Marine in Kiel, um die Zusammenarbeit zwischen dem Deutschen Reich und Japan zu feiern. Pauli und Harry bestehen die Ausbildung und werden auf ihrem neuen U-Boot U 949 eingesetzt. Pauli erhält die Möglichkeit für einen späteren Ingenieursberuf. Harry wird aufgrund seines guten Gehörs am Hydrophon eingesetzt.
Wilhelm Hoffmann, der Vater von Kapitän Klaus Hoffmann, glaubt immer noch, dass sein Sohn im Atlantik vermisst und umgekommen ist. Erst durch das alte Logbuch von U 612 und ein Gespräch mit Ehrenberg erfährt er, dass sein Sohn lebt und sich eine Zeit in den USA aufhielt. Später erfährt er von einem portugiesischen Diplomaten, dass sein Sohn nach Europa zurückgekehrt ist und sich in Lissabon aufhält. Hoffmann reist auf Einladung der Gesandtschaft nach Portugal.
Kriminalrat Hagen Forster wurde zu einem Geheimdienst-Auftrag nach Portugal entsandt, um dort einen Verräter in der deutschen Botschaft ausfindig zu machen. Der Botschafter erzählt ihm von einem tot aufgefundenen deutschen Diplomaten, bei dem die Todesursache ungeklärt ist, man aber ein Komplott von Verschwörern vermutet. Forster vermutet zunächst, dass Dr. Beck, ein Gast in seinem Hotel, in den Fall verwickelt ist. Als der Dr. Beck betäubt und seinen deutschen Kontakten übergeben will, muss er einen Polizisten erschießen. Danach wird er verraten und muss vor den örtlichen Polizei untertauchen. Forster nimmt Kontakt zum Konsul Weiß auf und will aus Lissabon fliehen.
Vorher will er den Todesfall aufklären und folgt dem amerikanischen Kontaktmann Gardiner, ebenfalls ein Gast in Forsters Hotel, zu dessen Unterkunft. Dort wird er von Klaus Hoffmann niedergeschlagen, der ihn anschließend mit Gardiner verhört. Forster führt die beiden zu einem Schließfach am Bootsterminal. Als Gardiner das Schließfach öffnet, explodiert darin eine Bombe und er stirbt. Hoffmann und der verletzte Forster fliehen nach der Explosion vor der Polizei und lassen Forsters Verletzung versorgen. Auch in der Gesandtschaft versucht Weiß auf die Spur der beiden zu gelangen. Die deutsche Gesandtschaft verhandelt derweil mit Portugal, um Wolfram für Rüstungsgüter zu erwerben.
Die neuen Matrosen unternehmen ihre erste Trainingsfahrt auf U 949. Während dieser Fahrt verhängt sich das Boot in einer Haltekette einer Seemine aus dem Ersten Weltkrieg und kann nur durch geschicktes Manövrieren unter Anleitung des Leitenden Ingenieurs befreit werden. Beim Auftauchen vergisst Buchner, die Oberfläche durch das Sehrohr auszukundschaften, dadurch wird beim Auftauchvorgang ein deutsches Transportschiff gekentert und ein Matrose stirbt. Der Leitende Ingenieur weigert sich daraufhin, mit Oberleutnant Buchner auszulaufen und verstümmelt seinen rechten Arm, indem er zwischen die Maschinenwalzen des U-Boots greift, so dass sein Arm amputiert werden muss.
Pauli und Harry werden vor ein Marine-Kriegsgericht gestellt, da das Marinekommando es als einfacher ansieht, zwei kriminelle Matrosen zu verurteilen als den Kommandanten Buchner. Ehrenbergs Aussage, dass der Unfall durch mechanisches Versagen hervorgerufen wurde, führt zu einem Freispruch der beiden. Er selbst ersetzt den Leitenden Ingenieur auf der anstehenden Mission von U 949, die für den folgenden Tag anberaumt wird.
Captain Swinburne erhält von der Royal Navy den Auftrag, mit einem umgerüsteten Zerstörer gezielt Jagd auf U-Boote im Atlantik zu machen. Hierfür wird sein Zerstörer mit neuartigen Aufschlag-Wasserbomben ausgestattet. Er verlässt seine Frau, da diese nicht möchte, dass er erneut auf See hinausfährt.
Auf hoher See treffen Swinburnes Schiff, die HMS Perseverance, die einen Konvoi der Alliierten begleitet, auf U 949 und zwei weitere U-Boote. U 949 kann ein Schiff des Konvois versenken, aber ein Torpedo bleibt im Abschussrohr stecken und kann erst im letzten Moment abgefeuert werden. Die Perseverance kann die beiden anderen U-Boote versenken und es entbrennt ein Katz-und-Maus-Spiel zwischen dem überlegenen Zerstörer und dem U-Boot. Kurz bevor U 949 auftauchen muss, kehrt der Zerstörer zum Konvoi zurück. Auf dem U-Boot werden die Schäden repariert.
Neue Befehle führen nach Afrika, wo das U-Boot auf hoher See von einem japanischen Unterseeboot fünf Tonnen Gold aufnimmt, die nach Portugal transportiert werden müssen. Pauli wird beim Verladen zwischen den beiden U-Booten über Bord geworfen, kann aber von Harry gerettet werden. Ehrenberg entscheidet aufgetaucht nach Portugal zu fahren, um das Gold rechtzeitig am Treffpunkt abliefern zu können. Währenddessen melden Aufklärer die Position von U 949 an Swinburnes Schiff, der das U-Boot wegen des Schlingerkurses aufgrund eines defekten Ruders wiedererkennt.
Er versucht das U-Boot abzufangen, das zuerst untertaucht, sich aber wegen des zusätzlichen Gewichts an Gold aber nicht auspendeln kann und wieder auftauchen muss. Die deutsche Mannschaft verlässt bis auf Ehrenberg, Pauli und den Smutje das U-Boot und treibt im Wasser, hisst aber nicht die weiße Flagge. Ein britisches Ruderboot setzt mit Swinburne zu U 949 herüber und erkennt zu spät die List von Ehrenberg und Buchner. Das U-Boot dreht sich und Pauli, der sich immer noch an Bord versteckt hat, schießt ein Torpedo auf Swinburnes Schiff, das durch einen Treffer im Magazinlager sofort sinkt. Die britischen Soldaten an Bord des U-Bootes ergeben sich und die Mannschaft nimmt die überlebenden Briten auf. Kapitän Swinburne entscheidet sich nicht mit unter Deck zu gehen und ertrinkt, als das U-Boot auf Tauchfahrt geht.
Das U-Boot erreicht Portugal und soll das Gold an Vertreter der deutschen Gesandtschaft übergeben, die damit Wolfram für Rüstungsgüter von Portugal erwerben möchten. Nachdem sie das Gold abgeladen haben, plant Konsul Weiß, das U-Boot zu versenken und das Gold selbst an sich zu nehmen, um damit nach Südamerika zu fliehen. Dies kann von Forster und Klaus Hoffmann aber verhindert werden, die Weiß auf die Spur gekommen sind und sich eine Schießerei mit Weiß und seinen Kompolizen liefern. Mit Unterstützung der örtlichen Polizei gewinnen sie die Oberhand, Weiß wird von der portugiesischen Polizei erschossen.
Klaus Hoffmann trifft in Lissabon endlich seinen Vater wieder. Dabei versucht er ihn zu überzeugen, dass die Deutschen den Krieg verlieren und ein Regimewechsel angestrebt werden muss. Zur Unterstützung lässt er Forster von dessen eigenen Taten in Polen berichten, der dort an einem Massenmord an jüdischen Zivilisten beteiligt war. Wilhelm Hoffmann ist angewidert und wirft Forster vor, sich nicht dagegen aufgelehnt zu haben. Forster erkennt, dass er keine Zukunft mehr hat, und begeht Selbstmord.
Klaus Hoffmann kehrt mit seinem Vater nach Deutschland zurück, dort wird ihnen ein großer Empfang bereitet. Die Vorwürfe des Landesverrates gegen ihn werden fallengelassen. Als U 949 in Kiel eintrifft, wird das Schiff durchsucht, da einige Goldbarren fehlen. Es wird aber nichts an Bord gefunden. Hoffmann und Ehrenberg treffen sich wieder.

### Staffel 4
Im August 1943 verlegt U 949 Minen und kann einen feindlichen Zerstörer versenken. Neue Befehle führen den U-Boot-Kommandanten Buchner und seine Crew ins Mittelmeer. Die Region wird wegen der hohen Verluste bei den deutschen U-Booten als Mausefalle bezeichnet. Ein Verräter an Bord entzweit die Mannschaft und leitet Informationen zur politischen Gesinnung der Mannschaftsmitglieder an das Regime weiter; daher sind bereits Teile der Mannschaft ausgetauscht worden.
In Berlin feiert ein Film über Klaus Hoffman Premiere; Wilhelm und Klaus Hoffmann stehen mit Hannie im Blitzlicht der Fotografen. Klaus wird als Held gefeiert, begibt sich jedoch hinter den Kulissen in große Gefahr, weil er Pläne zum Umsturz des Regimes unterstützt und schon beschattet wird. Vater und Sohn beraten über die nächsten Schritte zur Kriegswende. Während der Films erleidet Wilhelm Hoffmann auf der Toilette nach einem Streit mit SS-Mann Schulz, dem Stellvertreter seines Schwiegersohns Albrecht Lessing, einen Herzinfarkt. Schulz unterlässt jegliche Hilfeleistung und Hoffmann verstirbt.
Robert Ehrenberg unterstützt den Widerstand innerhalb der Marine. Hoffmann findet dank Ehrenbergs Hinweis wichtige Dokumente im Büro von Heinrich Gluck, die US-Admiral Kenton erreichen müssen. SS-Mann Schulz überzeugt Sturmbannführer Koch von Hoffmanns Spionagetätigkeit, bleibt aber Beweise schuldig. Schulz setzt Hannie unter Druck, den Aufenthaltsort ihres Bruders zu verraten.
U-949 gerät unter Beschuss der Amerikaner in der Straße von Gibraltar und wird von einem Torpedo getroffen. Nur der Kommandant Buchner und Matrose Cremer überleben die Versenkung der U-949 und erreichen die Küste von Neapel. Dort nehmen sie Kontakt mit der Mannschaft von U-330 auf; das U-Boot ist allerdings temporär außer Dienst gestellt.
Hoffmann entkommt Schulz und der SS, die auf seinen Plan aufmerksam werden, mit Ehrenbergs Hilfe und begibt sich auf den Weg nach Neapel. Dort kann er zusammen mit der Mannschaft das U-Boot wieder in Einsatzbereitschaft versetzen. Buchner und Cremer bleiben ebenfalls an Bord. Hoffmann plant die geheimen Dokumente aus Glucks Büro auf See den Alliierten zu übergeben und über die Bedingungen einer Kapitulation Deutschlands zu verhandeln.
Klaus Hoffmann befehligt die dezimierte Crew der U-330 auf einem geheimen Tauchgang Richtung Gibraltar. Sie werden von einem amerikanischen Flieger angegriffen, den sie allerdings abschießen können und den Piloten als Kriegsgefangenen aufnehmen können. In der Zwischenzeit kommen bei Buchner Zweifel auf und er ist nur widerwillig bereit, Hoffmanns undurchsichtigen Kurs zu folgen.
Hannie begegnet in einem Evakuierungszentrum der 12-jährigen Hertha, die mehr weiß, als sie preisgeben will. Sie entscheidet sich, Hertha bei sich aufzunehmen. Als das Mädchen verschwindet, kann Hannie ihre Spur aufnehmen und entdeckt die Machenschaften der Organisation Lebensborn, die junge Mädchen verschleppt.
Heinrich Gluck wechselt die Seiten, als Ehrenberg ihm Pläne für neue Kamikaze-U-Boote vorlegt. Jedoch kann SS-Mann Koch Gluck vermeintlich als Spion Fidelio enttarnen. Gluck widersteht der Folter und ist bereit, in den Tod zu gehen. Während eines Verhörs mit Schulz provoziert er diesen, so dass Schulz ihn tötet. Schulz lässt die Tat wie ein Selbstmord aussehen.
Ehrenberg bastelt an einem Miniatur Modell des neuen U-Bootes, das Sprengstoff enthält und in der Wolfschanze explodieren soll. Er übergibt das Modell dem echten Fidelio, Albrecht Lessing. Auch Schulz kommt Lessing auf die Spur und er bedroht Albrecht und Hannie Lessing in deren Haus mit einer Waffe. Es kommt zu einem tödlichen Schusswechsel und Schulz wird von Hannie erschossen. Als die SS danach eintrifft, nutzt sie geschickt die Situation, um die Operation Lebensborn auffliegen zu lassen. Deren Führung wird verhaftet. Da Lessing aber auch verletzt ist, kann der das Modell mit dem Sprengstoff nicht in die Wolfschanze bringen.
Nach einem riskanten Manöver taucht Hoffmann neben dem Schiff von US-Navy-Admiral Kenton auf. Hoffmann bespricht sich mit Kenton, doch dieser teilt ihm mit, dass der Aufmarsch der Alliierten bereits im Gange ist und eine Kapitulation unter Bedingungen im Austausch für die Geheimdokumente nicht mehr möglich ist. Damit ist die Mission von Klaus Hoffmann gescheitert. Er will Deutschland von der bevorstehenden Invasion in Italien warnen und fährt mit Buchner und Cremer in einem kleinen Beiboot nach Italien zurück. Buchner und Cremer fliehen nach Deutschland zurück, aber Hoffmann kann nicht zurück, da er als Verräter gilt. Im Hafen von Neapel wurde ein Mann auf Hoffmann angesetzt, der Hoffmann niedersticht und scheinbar tötet. Seine Geldgeber sitzen im Vatikan. Hannie empfängt die letzten Zeilen ihres Bruders in Berlin.

## Hintergrund
Die Produktion hat ein Gesamtbudget von 25 Millionen Euro, davon stammen eine Million Euro aus dem Förderprogramm für Europas audiovisuelle Branche sowie der Kultur- und Kreativwirtschaft von 2014 bis 2020, Creative Europe Media.
Als Regisseur wurde am 23. Februar 2017 Andreas Prochaska bekanntgegeben. Die Serie wurde in La Rochelle, Prag, Malta und München gedreht. Die Dreharbeiten begannen am 31. August 2017 und endeten im Februar 2018.
Die Musik wurde von Matthias Weber komponiert, der bei seiner Arbeit Fragmente des Hauptthemas von Klaus Doldinger integrierte, das jener 1981 für den Film Das Boot geschrieben hatte.
Als Veröffentlichungsdatum wurde der 23. November 2018 in Deutschland, Österreich, Italien, Großbritannien und Irland auf Sky vorgesehen und in Portugal auf AMC. Die Ausstrahlungsrechte wurden schon vor der Premiere in über einhundert Länder verkauft. Alle acht Episoden wurden am 23. November 2018 auf den Streaming-Plattformen von Sky Deutschland veröffentlicht, während die Fernsehausstrahlung auf Sky 1 wöchentlich mit jeweils zwei Episoden erfolgte.
Am 6. Dezember 2018 wurde bekannt, dass eine zweite Staffel bestellt wurde. Diese wurde ab dem 24. April 2020 auf Sky 1 ausgestrahlt.
Eine dritte Staffel mit zehn Episoden wurde am 3. Dezember 2020 angekündigt. Neben den bekannten Schauspielern werden weitere deutsche und internationale Darsteller vertreten sein. Im Gegensatz zu den ersten beiden Staffeln, die in UHD und im dreidimensionalen Tonformat Dolby Atmos produziert wurden, wird die dritte Staffel in 8K gedreht.
Das ZDF gab im Februar 2019 bekannt, die Ausstrahlungsrechte für das öffentlich-rechtliche Fernsehen erworben zu haben. Das Boot war seit dem 3. Januar 2020 im Hauptprogramm sowie rund um die Uhr in der ZDFmediathek zu sehen. Die erste Staffel werde so im ZDF einem breiten Publikum kurz vor Ausstrahlung der zweiten Staffel beim Abo-Sender Sky präsentiert. Seit dem 6. Dezember 2019 ist die erste Staffel zudem auf DVD und Blu-ray Disc erhältlich.
Für Spanien und Portugal hat AMC Networks International Southern Europe die Exklusivrechte; die Serie wurde ab Februar 2019 gesendet.
Ab Herbst 2023 wurde die vierte Staffel ausgestrahlt.

## Episodenliste

### Staffel 1
| Nr. (ges.) | Nr. (St.) | Titel             | Erstausstrahlung TV (D/A/CH) |
| --- | --------- | ----------------- | ---------------------------- |
| 1 | 1         | Neue Wege         | 23. Nov. 2018                |
| 2 | 2         | Geheime Missionen | 23. Nov. 2018                |
| 3 | 3         | Verluste          | 30. Nov. 2018                |
| 4 | 4         | Zweifel           | 30. Nov. 2018                |
| 5 | 5         | Loyalität         | 7. Dez. 2018                 |
| 6 | 6         | Gegen die Zeit    | 7. Dez. 2018                 |
| 7 | 7         | Verdammt          | 14. Dez. 2018                |
| 8 | 8         | Abrechnung        | 14. Dez. 2018                |
| Am 23. Nov. 2018 wurden alle Episoden der Staffel gleichzeitig auf Sky Go, Sky on Demand und Sky Ticket erstveröffentlicht. |           |                   |                              |

### Staffel 2
| Nr. (ges.) | Nr. (St.) | Titel                    | Erstausstrahlung TV (D/A/CH) |
| --- | --------- | ------------------------ | ---------------------------- |
| 9 | 1         | Überlebensstrategien     | 24. Apr. 2020                |
| 10 | 2         | Unbequeme Allianzen      | 24. Apr. 2020                |
| 11 | 3         | Sabotage                 | 1. Mai 2020                  |
| 12 | 4         | Die Würfel sind gefallen | 1. Mai 2020                  |
| 13 | 5         | Befehl zum Töten         | 8. Mai 2020                  |
| 14 | 6         | Letzte Entscheidungen    | 8. Mai 2020                  |
| 15 | 7         | Kopf an Kopf             | 15. Mai 2020                 |
| 16 | 8         | Auf der anderen Seite    | 15. Mai 2020                 |
| Am 24. Apr. 2020 wurden alle Episoden der Staffel gleichzeitig auf Sky Go, Sky Q und Sky Ticket (bzw. Sky X) erstveröffentlicht. Die erste Episode wurde bereits am 21. Apr. 2020 auf Sky.de gestreamt. |           |                          |                              |

### Staffel 3
| Nr. (ges.) | Nr. (St.) | Titel                     | Erstausstrahlung TV (D/A/CH) |
| --- | --------- | ------------------------- | ---------------------------- |
| 17 | 1         | Eine zweite Chance        | 14. Mai 2022                 |
| 18 | 2         | Neue Befehle              | 14. Mai 2022                 |
| 19 | 3         | Das Blatt wendet sich     | 14. Mai 2022                 |
| 20 | 4         | Krieg mit anderen Mitteln | 14. Mai 2022                 |
| 21 | 5         | In die Tiefe              | 14. Mai 2022                 |
| 22 | 6         | Eingekesselt              | 14. Mai 2022                 |
| 23 | 7         | Der Feind meines Feindes  | 14. Mai 2022                 |
| 24 | 8         | Narrengold                | 14. Mai 2022                 |
| 25 | 9         | Der Seemannspsalm         | 14. Mai 2022                 |
| 26 | 10        | Ein richtiger U-Boot-Mann | 14. Mai 2022                 |
| Am 14. Mai 2022 wurden alle Episoden der Staffel gleichzeitig auf Sky Go, Sky Q und Sky Ticket erstveröffentlicht. |           |                           |                              |

### Staffel 4
| Nr. (ges.) | Nr. (St.) | Titel                 | Erstausstrahlung TV (D/A/CH) |
| ---------- | --------- | --------------------- | ---------------------------- |
| 27         | 1         | Ein deutscher Held    | 23. Sep. 2023                |
| 28         | 2         | Ziel erfasst          | 23. Sep. 2023                |
| 29         | 3         | Hüter meines Bruders  | 30. Sep. 2023                |
| 30         | 4         | Frontlinien           | 30. Sep. 2023                |
| 31         | 5         | Punkt ohne Wiederkehr | 7. Okt. 2023                 |
| 32         | 6         | Nichts Persönliches   | 7. Okt. 2023                 |

## Kritik und Rezensionen
Der Historiker und Welt-Redakteur Sven Felix Kellerhoff kritisierte Inhalte der Serie scharf. Er sieht in der Geschichte um die Industriellenfamilie Greenwood Ansätze einer Relativierung der Verantwortung des Deutschen Reiches für den Ausbruch des Zweiten Weltkriegs. Die in einer Nebenhandlung um einen Gefangenenaustausch auf hoher See thematisierte Finanzierung der nationalsozialistischen Rüstung durch das Unternehmen der Greenwoods wertete Kellerhoff gegenüber dem Deutschlandfunk als „… so ziemlich das Dümmste, was […] im fiktionalen Zeitgeschichtsfernsehen in den letzten Jahren ausgestrahlt“ worden sei.
Thomas Lückerath, Chefredakteur des Medienmagazins DWDL.de, hält Bavaria Fiction und Sky für gut beraten, mit dem ambitionierten Serienprojekt den Kultfilm von Wolfgang Petersen nicht ersetzen zu wollen. Das Boot sei vielmehr starkes zeitgemäß produziertes Fernsehen, „das sich einreiht in historisch wertvolle und komplexe deutsche Erzähltradition a la Unsere Mütter, unsere Väter, der Film-Ikone von einst würdig wird, bei den Klängen von Klaus Doldinger erneut Gänsehaut auslöst und uns einen unverbrauchten Cast präsentiert, bei dem mit Rick Okon ein bislang unter dem Radar getauchtes Talent zum Shooting Star wird“.
Auch wenn viele Zuschauer sicherlich enttäuscht seien, dass die Serie anfangs so wenig an das Original erinnere, vermutet Bjarne Bock von Serienjunkies.de, bleibe alles in allem festzuhalten, „dass die Neuauflage beziehungsweise Fortsetzung von Das Boot zum Trotz aller Erwartungen keine Katastrophe ist. Erbitterte Verfechter der Vorlage werden zwar bemängeln, dass die neue Serie zumindest anfangs noch zu glatt und überdimensioniert erscheint“, aber spätestens gegen Mitte der Staffel dürften der Ton und die Atmosphäre deutlich rauer werden.
Den größten Schritt weg vom Film mache die Serie, indem sie die Hälfte der Handlung an Land verlege und Frauenfiguren einführe, meint Kathleen Hildebrandt in der Süddeutschen Zeitung: „Die Frauen mögen sehr zentral sein, aber was die Serie mit ihnen macht, erfüllt dann doch wieder allzu viele Klischees: Eine Résistance-Kämpferin wird nach brutaler Folter fast nackt gezeigt, übersät von Wunden und blauen Flecken. Eine andere Frau wird brutal von Soldaten vergewaltigt.“ Das Boot sei ein hochprofessionell hergestelltes glänzendes Medienprodukt geworden, das „aus einigen guten Gründen womöglich in der ganzen Welt gesehen werden wird. Aber wenn ihm das ein wenig mehr egal gewesen wäre, hätte es noch etwas sein können: originell und vielleicht sogar sehr relevant.“
„Es gibt keine Nazis bei ‚Das Boot‘, kein ‚Heil Hitler‘, keine überzeugten Parteigänger, nicht einmal als Gegenentwurf zu den natürlich wackeren, als Figuren oft nur angedeuteten U-Boot-Männern“, schreibt Thomas Klein in seinem Beitrag für die Online-Ausgabe der Berliner Zeitung. Petersens Film sei urdeutsch und ein authentischer Blick auf schwere Zeiten gewesen. Die Sky-Serie setze auf international gängige, glatte Serien-Dramaturgie: „Ein bisschen Nacktheit, ein Hauch von Gewalt und Sex, man bleibt stets adrett, man spricht viel Englisch – Carla, der Rüstungsfinanzier Greenwood (Vincent Kartheiser), den ‚U 612‘ zu einem Austausch auf hoher See fährt, sogar der Gestapo-Mann Forster, weil der kein Französisch kann. Klar wird, dass es bei diesem ‚Boot‘ letztlich nicht um deutsche Geschichte geht oder darum, was Buchheims Erzählung einem hiesigen Publikum 2018 mitgeben kann, sondern nur um die kommerzielle Verwertung einer prominenten Marke. ‚Krieg‘, sagt Greenwood einmal‚ ist doch nur eine Abzocke.‘ Genau so fühlt sich Skys ‚Das Boot‘ auch an.“

## Auszeichnungen und Nominierungen
American Society of Cinematographers Awards 2020

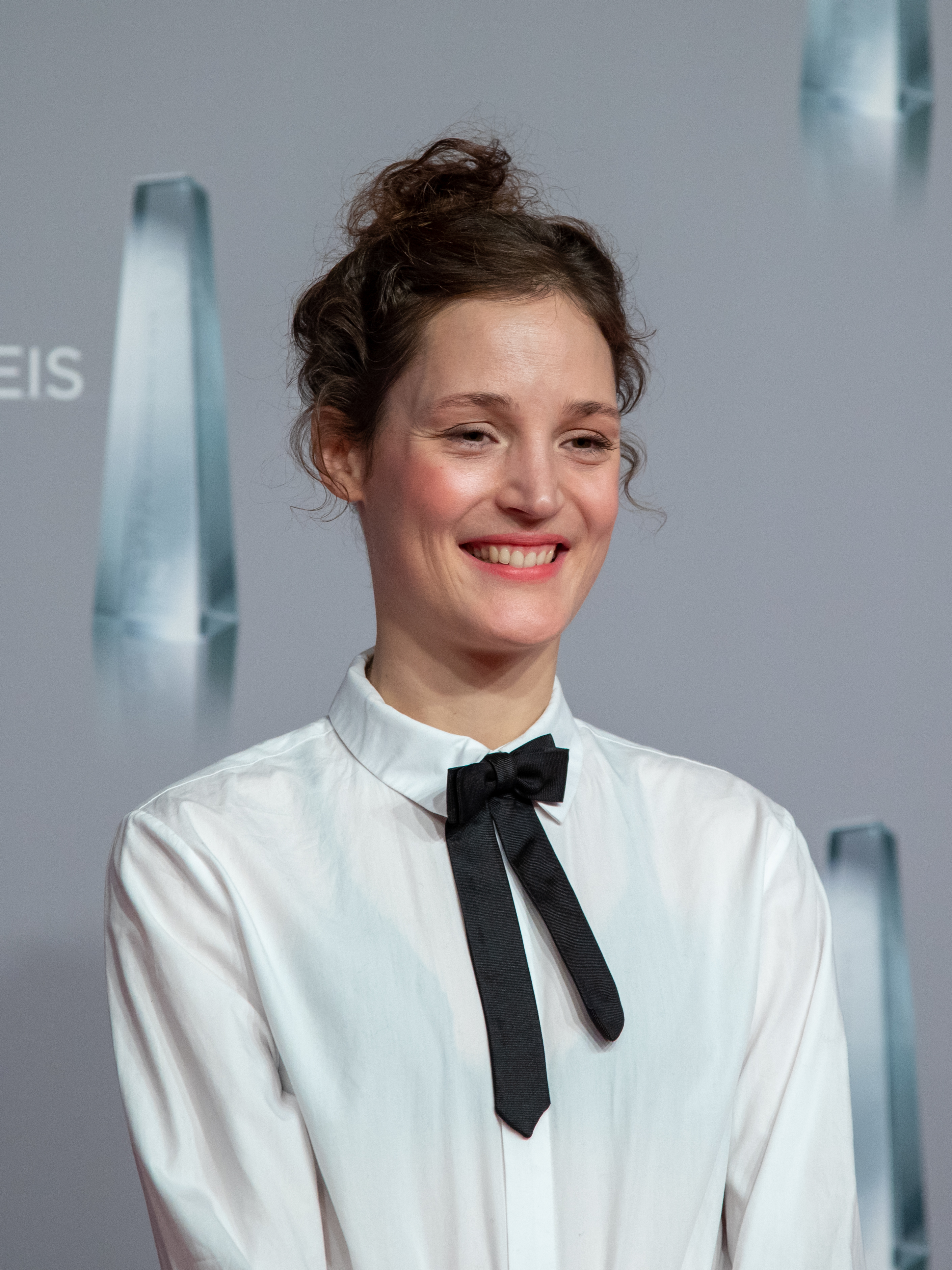
Vicky Krieps bei der Verleihung
des Deutschen Fernsehpreises 2019

- Nominierung in der Kategorie Episode of a Series for Non-Commercial Television (David Luther, Folge 6, Gegen die Zeit)[32]

Deutscher Fernsehpreis 2019
- Nominierung in der Kategorie Beste Drama-Serie
- Auszeichnung in der Kategorie Beste Schauspielerin (Vicky Krieps)
- Nominierung in der Kategorie Bester Schauspieler (Tom Wlaschiha)
- Nominierung in der Kategorie Beste Regie (Andreas Prochaska)
- Nominierung in der Kategorie Bestes Buch (Tony Saint und Johannes W. Betz)
- Auszeichnung in der Kategorie Beste Kamera (David Luther)
- Nominierung in der Kategorie Bester Schnitt (Ueli Christen und Karin Hartusch)
- Nominierung in der Kategorie Beste Musik (Matthias Weber)
- Nominierung in der Kategorie Beste Ausstattung (Françoise Bourrec alias Chattoune, Kostümbild und Nick Palmer, Szenenbild)

Romyverleihung 2019
- Auszeichnung mit dem Preis der Jury[33]

Bayerischer Fernsehpreis 2019
- Sonderpreis der Jury für Regisseur Andreas Prochaska, Oliver Vogel von Bavaria Film und Marcus Ammon von Sky